# Giorgi Loria
Giorgi Loria (georgisch გიორგი ლორია; * 27. Januar 1986 in Tiflis, Georgische SSR, Sowjetunion) ist ein georgischer Fußballtorhüter. Er steht seit August 2024 bei Omonia Aradippou unter Vertrag und spielt seit 2008 für die A-Nationalmannschaft.

## Karriere

### Vereine
Loria spielte von 2002 bis 2014 für den georgischen Spitzenklub Dinamo Tiflis, mit dem er 3-mal Meister und 3-mal Pokalsieger wurde. Er wechselte zur Saison 2014/15 zum griechischen Erstligisten OFI Kreta.
Ab der Saison 2015/16 spielte Loria in der russischen Premjer-Liga bei Krylja Sowetow Samara. In der Saison 2017/18 wurde er an Anschi Machatschkala ausgeliehen. Zum 31. August 2018 wurde der Vertrag zwischen Loria und Samara beendet. Von Januar 2019 bis zum Ende der Saison 2018/19 stand er beim 1. FC Magdeburg unter Vertrag. Er absolvierte elf Zweitligaspiele und stieg am Saisonende mit der Mannschaft in die 3. Liga ab.
Zur Saison 2019/20 schloss er sich bis 2021 dem zyprischen Erstligisten Anorthosis Famagusta an. Nach vier Spielzeiten in Zypern kehrte er zu Dinamo Tiflis zurück.

### Nationalmannschaft
Seit 2008 spielt Loria für die georgische Fußballnationalmannschaft. Sein größter Erfolg ist der Gewinn der Gruppe D1 der UEFA Nations League 2018/19. In der erfolgreichen Qualifikation für die EM 2024 wurde er nicht eingesetzt, aber für die Endrunde nominiert.